# Conversaciones con José Revueltas
Conversaciones con José Revueltas es un libro que recoge entrevistas realizadas al escritor y teórico marxista José Revueltas a lo largo de su prolífica vida artística. Cuenta con dos ediciones. La primera de 1977 por la Universidad Veracruzana; y la segunda, de la colección "Biblioteca ERA", trabajo de Ediciones ERA, es de 2001. La edición de 1977 estuvo a cargo de Jorge Ruffinelli; la de 2001 por Andrea Revueltas y Philippe Cheron.

## Contenido
El libro contiene veintidós entrevistas. Destacan tres de Elena Poniatowska en las cuales habla de su vida en la cárcel y de su vocación literaria y teórica. Andrea Revueltas y Philiphe Cheron resaltan el valor de esta compilación: 

más allá de la riqueza de estas entrevistas en cuanto a recuerdos, anécdotas y asuntos de índole personal (formación, influencias literarias, gustos, etcétera) [...] son imprescindibles en varios aspectos para conocer su pensamiento, en particular las más recientes (de los años setenta): ahí es donde el escritor ha podido expresar más libremente sus ideas, sobre todo cuando se sabe que la mayor parte del material que elaboró en sus últimos años fueron conferencias y pláticas de las que lo más que nos haya llegado son, salvo excepción, unos cuantos esquemas y notas.

## listado de entrevistas
- ¿De qué viven los escritores? (Miguel Ángel Mendoza).
- La responsabilidad del escritor. (Rosa Castro).
- En México faltan críticos que ayuden al desarrollo de la novela.(Ángel Olmos).
- Diálogo. (Con Carmen Rosenzweig)
- Oponer al ahora y aquí de la vida, el ahora y aquí de la muerte. (Norma Castro Quiteño).
- Literatura y dialéctica. (María Josefina Tejera).
- José Revueltas, el escritor y el hombre. (Mercedes Padrés).
- Hablan los presos. (Elena Poniatowska).
- La libertad como conocimiento y transformación. (Margarita García Flores).
- Diálogo con José Revueltas. (Roberto Crespi).
- Un partido político de jóvenes, ilusorio. (Raúl Torres Barrón).
- Un hechicero consumado, un brujo de la palabra. (Conducida por Gustavo Sainz).
- El realismo y el progreso de la literatura mexicana. (Adolfo A. Ortega).
- Uno de los mayores problemas del mexicano es ser acrítico por completo (Magdalena Saldaña).
- La verdad es siempre revolucionaria. (Ignacio Solares).
- La muerte es un problema secundario (Vicente Francisco Torres)
- Vivir dignamente en la zozobra (Elena Poniatowska).
- Charla con José Revueltas. (Román Samsel y Krystyna Rodowska).
- Diálogo sobre El apando. (Seminario del CILL).
- José Revueltas: balance existencial. (Ignacio Hernández).
- Para mí las rejas de la cárcel son rejas del país y del mundo. (Gustavo Sainz).
- Si luchas por la libertad tienes que estar preso, si luchas por alimentos tienes que sentir hambre. (Elena Poniatowska).